# Lysmus oberthurinus
Lysmus oberthurinus är en insektsart som först beskrevs av Navás 1910.  Lysmus oberthurinus ingår i släktet Lysmus och familjen vattenrovsländor. Inga underarter finns listade i Catalogue of Life.